# Wimbledon Championships 1947
Die 61. Auflage der Wimbledon Championships fand 1947 auf dem Gelände des All England Lawn Tennis and Croquet Club an der Church Road statt.
Am Eröffnungstag wurden mit etwa 20.000 Zuschauern ein neuer Rekord aufgestellt; am ersten Samstag erschienen sogar 30.000 Zuschauer. Am Freitag der zweiten Woche besuchten darüber hinaus König Georg VI. und Königin Elizabeth das Turnier. Jack Kramer trug als erster Sieger bei den Herren kurze Hosen.

## Herreneinzel
Jack Kramer holte sich seinen einzigen Einzeltitel in Wimbledon.

## Dameneinzel
Bei den Damen siegte Margaret Osborne duPont. Im Finale besiegte sie Doris Hart in zwei Sätzen.

## Herrendoppel
Im Herrendoppel siegten Bob Falkenburg und Jack Kramer.

## Damendoppel
Im Damendoppel gewannen Doris Hart und Patricia Todd den Titel.

## Mixed
Im Mixed siegten Louise Brough und John Bromwich.

## Quelle
- J. Barrett: Wimbledon: The Official History of the Championships. HarperCollins Publishers, London 2001, ISBN 0-00-711707-8.